# Apple Cinema Display

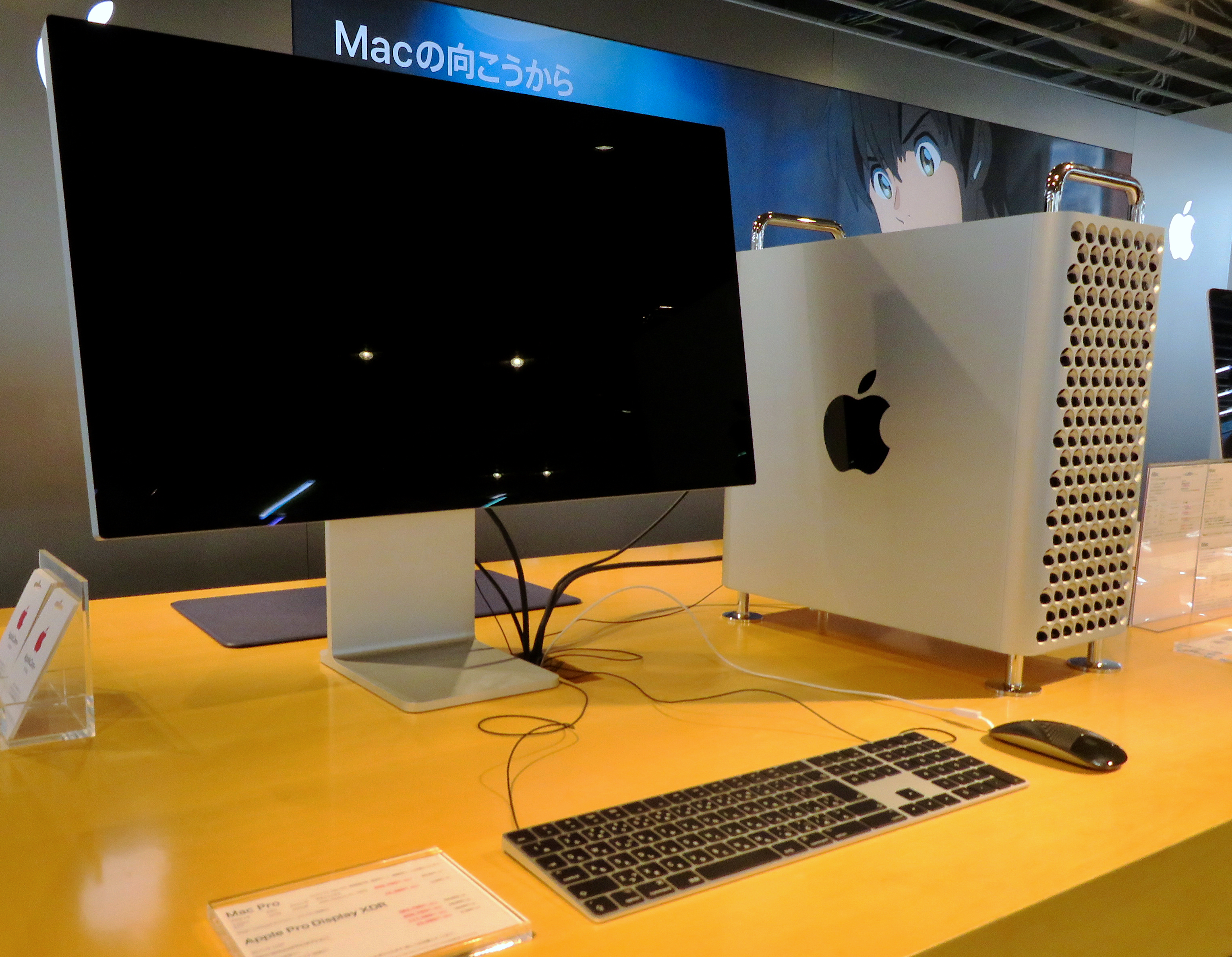
Un écran 32" Pro Display XDR et un Mac Pro 2019.

Plusieurs modèles d'écrans fabriqués par Apple à partir de 1999 ont porté le nom Apple Cinema Display. Il s'agissait d'une gamme d'écrans plats panoramiques de grandes dimensions. D'autres écrans commercialisés durant la même période, de 15 à 21 pouces mais au design parfois proche, étaient nommés Apple Studio Display.  
Depuis 2011 les écrans Apple s'appelaient Thunderbolt Display, en raison de l'adoption de la connexion Thunderbolt. La vente de ces écrans s'est achevée en juillet 2016, remplacés en juin 2019 par le Pro Display XDR de 32 pouces.

## Historique

### Modèles en plastique transparent
Apple a initialement introduit le Cinema Display de 22 pouces le 31 août 1999, en même temps que le Power Mac G4. Ce moniteur utilisait une connexion numérique DVI et inaugurait un design à trois pieds en plastique transparent.
Apple a renouvelé sa gamme de moniteurs LCD en juillet 2000 en intégrant le signal vidéo, les données des deux ports USB et l'alimentation (courant de 25 V) dans un même connecteur propriétaire ADC. Grâce à l'Apple Display Connector, un seul câble est nécessaire au branchement du moniteur. En mars 2002, le modèle de 22" a été accompagné par un 23" supportant le format haute définition 1080p. Ce nouveau moniteur, au design proche, est alors baptisé « Cinema Display HD ». Le modèle de 22" est remplacé en janvier 2003 par un modèle de 20" à la définition légèrement supérieure. 

### Modèles en aluminum
En juin 2004, la firme a introduit une nouvelle gamme de moniteurs délaissant l'ADC pour revenir à une connexion DVI. Leur hub intégré regroupe deux ports USB 2.0 ainsi que deux ports FireWire 400. Les ordinateurs Apple ayant beaucoup évolué sur le plan du design en 2003 avec la sortie du PowerMac G5 et des PowerBook G4, à l'allure plus professionnelle, cette nouvelle génération d'écrans en aluminium permet d'unifier le style général de la gamme. Son pied en aluminium sera d'ailleurs repris quelques mois plus tard par l'iMac G5.
Même s'ils sont faits pour être utilisés avec des ordinateurs Macintosh, les modèles de 20" et de 23" en aluminium sont compatibles avec n'importe quel ordinateur possédant une interface DVI. Le modèle de 30" nécessite une carte graphique supportant le « Dual Link DVI ». LG-Philips produisait les dalles LCD utilisés par les Apple Cinema Displays.
L'Apple Cinema Display 30" a régné en maître sur la gamme Apple durant ses années de commercialisation, de par sa taille inégalée. Il est intéressant de noter que c'est ensuite les iMac haut de gamme qui ont donné le ton, leur écran intégré étant aussi utilisé par Apple pour les Cinema Display en aluminium et verre qui ont vu le jour depuis 2008.

### Modèles en aluminium et verre
En 2008 sort un nouveau modèle de 24" rétro éclairé par LED, le LED Cinema Display. Il inaugure un nouveau design avec un dos en aluminium venant cercler une face avant en verre, comme sur les premiers iMac en aluminium. 
En 2010, ce modèle est remplacé par un 27" toujours en aluminium et verre mais au design légèrement différent, là encore en phase avec le nouvel iMac de la fin 2009. 
Courant 2011, ce modèle est mis à jour pour adopter la connexion Thunderbolt dont il prend le nom. Le Thunderbolt Display remplace ainsi le Cinema Display, nom qui avait presque 12 ans de service.  
En juin 2016, Apple annonce l'arrêt de la production de l'Apple Thunderbolt Display et que les ventes se poursuivront jusqu'à épuisement des stocks. Après la présentation des nouveaux MacBook Pro avec Touch Bar en octobre 2016 aux côtés d'écrans LG, Apple indique au site The Verge se retirer du marché des moniteurs. 
Toutefois en avril 2017, lors d'un entretien devant rassurer sa clientèle professionnelle, Apple a rompu le secret qui entoure habituellement ses projets et a annoncé à la presse travailler sur un nouvel écran pour un futur Mac Pro. Annoncé durant la WWDC de 2019, il offre aussi une mise à jour de son écran, le Pro Display XDR. L'écran est doté d'une dalle LCD de définition 6K, et avec un haut niveau de HDR (haute gamme dynamique), nommé alors XDR (gamme dynamique élevée). Il suit le design arrière du Mac Pro annoncé à ses côtés. Ce modèle a cependant reçu une vive controverse à la suite de sa sortie du fait du prix exorbitant de son pied, qui est vendu séparément au prix de 999$. 

## Modèles
| Nom                       | Diagonale d'écran   | Sortie         | Retiré en     | Résolution | Pixels par pouce | Coque                                    | Référence | Connecteur       | Consommation                                       | Latence |
| ------------------------- | ------------------- | -------------- | ------------- | ---------- | ---------------- | ---------------------------------------- | --------- | ---------------- | -------------------------------------------------- | ------- |
| Apple Cinema Display      | 22"                 | Septembre 1999 | Juillet 2000  | 1600×1024  | 86,35            | polycarbonate                            | M5662     | DVI-D            | 62-77 W                                            |         |
| Apple Cinema Display      | 22"                 | Juillet 2000   | Janvier 2003  | 1600×1024  | 86,35            | polycarbonate                            | M8149     | ADC              | 62-77 W                                            |         |
| Apple Cinema Display HD   | 23"                 | Mars 2002      | Juin 2004     | 1920×1200  | 98,44            | polycarbonate                            | M8536     | ADC              | 70 W                                               |         |
| Apple Cinema Display      | 20"                 | Janvier 2003   | Juin 2004     | 1680×1050  | 99,06            | polycarbonate                            | A1038     | ADC              | 60 W                                               |         |
| Apple Cinema Display      | 20"                 | Juin 2004      | Février 2009  | 1680×1050  | 99,06            | aluminium                                | A1081     | DVI-D            | 65 W                                               |         |
| Apple Cinema HD Display   | 23"                 | Juin 2004      | Novembre 2008 | 1920×1200  | 98,44            | aluminium                                | A1082     | DVI-D            | 90 W                                               |         |
| Apple Cinema HD Display   | 30" (29.7 visibles) | Juin 2004      | Août 2011     | 2560×1600  | 101,65           | aluminium                                | A1083     | Dual Link DVI-D  | 150 W                                              |         |
| Apple LED Cinema Display  | 24"                 | Octobre 2008   | Novembre 2010 | 1920×1200  | 94.3             | Aluminium recouvert d'une dalle en verre | A1267     | Mini DisplayPort | jusqu'à 212 W (Pendant la charge d'un Macbook Pro) | 14 ms   |
| Apple LED Cinema Display  | 27"                 | Septembre 2010 | Décembre 2013 | 2560×1440  | 109              | Aluminium recouvert d'une dalle en verre | MC007ZM   | Mini DisplayPort | jusqu'à 250 W (Pendant la charge d'un Macbook Pro) | 12 ms   |
| Apple Thunderbolt Display | 27"                 | Juillet 2011   | Juin 2016     | 2560×1440  | 109              | Aluminium recouvert d'une dalle en verre | MC914ZM   | Thunderbolt 2    | jusqu'à 250 W (pendant la charge d'un Macbook Pro) | 12 ms   |
| Apple Pro Display XDR     | 32"                 | Septembre 2019 | N/A           | 6016×3384  | 218              | Aluminium recouvert d'une dalle en verre | N/A       | Thunderbolt 3    | N/A                                                | N/A     |

## Sources
- (en) Cet article est partiellement ou en totalité issu de l’article de Wikipédia en anglais intitulé « Apple Cinema Display » (voir la liste des auteurs).